# 威尼托镇
威尼托镇（義大利語：Borgo Veneto）是意大利威尼托大区帕多瓦省的市镇。面积为39.171平方公里，2017年人口数量为7,000人。
该市镇是在2018年2月17日由梅利亚迪诺-圣菲登齐奥、萨莱托和阿迪杰河畔圣玛格丽塔三个市镇合并而成。